# Osbornellus rostratus
Osbornellus rostratus är en insektsart som beskrevs av Delong 1982. Osbornellus rostratus ingår i släktet Osbornellus och familjen dvärgstritar. Inga underarter finns listade i Catalogue of Life.